# Departamentul Matamèye
Departamentul Matamèye este un departament din  regiunea Zinder, Niger, cu o populație de 246.496 locuitori (2001).